# Bibliothek der Stiftung Händel-Haus
Die Bibliothek der Stiftung Händel-Haus ist eine 1948 gegründete wissenschaftliche Spezialbibliothek in Halle (Saale). Sie verfügt über die weltweit größten bibliothekarischen Sammlungen zum Barockkomponisten Georg Friedrich Händel. Weitere Sammlungsschwerpunkte sind die städtische Musikgeschichte und die Instrumentenkunde. Leiterin der Bibliothek ist die Musikwissenschaftlerin Konstanze Musketa.

## Nutzung
Die Bibliothek der Stiftung Händel-Haus ist aufgrund der Kostbarkeit der Bestände eine Präsenzbibliothek. Entsprechend können die Bibliotheksbestände nicht ausgeliehen werden. Erlaubt ist es hingegen, diese während der Öffnungszeiten vor Ort einzusehen oder anzuhören sowie Notizen und ggf. Kopien anzufertigen.
Dazu stehen folgende technische Dienste zur Verfügung: Kopierservice, Mikroform-Lesegeräte (Mikrofilm und Mikrofiche) und verschiedene Geräte zum Abspielen von Tonträgern (Schallplattenspieler, Tonbandgeräte, Kassettenrekorder und CD-Spieler). Außerdem kann ein E-Piano vor Ort genutzt werden. Den Lesesaal teilt sich das Haus mit der Musikbibliothek der Stadtbibliothek Halle und der Zweigbibliothek Musik der Universitäts- und Landesbibliothek Sachsen-Anhalt. Alle Einrichtungen befinden sich seit 2001 in der Kleinen Marktstraße 5 im Händel-Karree in unmittelbarer Nähe zum Händel-Haus.
Die Bibliothek arbeitete zunächst mit einem alphabetischen und einen systematischen Zettelkatalog. Ersterer war nach den Regeln für die alphabetische Katalogisierung RAK bzw. den Preußischen Instruktionen PI geordnet. Nunmehr verfügt die Bibliothek über einen öffentlich zugänglichen Online-Katalog OPAC. Die Bibliothek war bis 2004 in den BRISE-Bibliotheksverbund eingebunden. Seit November 2007 sind die Bestände im Verbundkatalog Öffentlicher Bibliotheken ÖVK im Gemeinsamen Bibliotheksverbund GBV nachgewiesen. Der Einzelkatalog wurde im Februar 2008 eingerichtet. Ferner sind eine aktive Fernleihe und Kopiebestellungen für Zeitschriften möglich. Folgende Besonderheiten gelten für die Archivalien: Nachlässe der Bibliothek sind in der Zentralen Datenbank Nachlässe ZDN des Bundesarchivs verzeichnet und Autographen (Texthandschriften und Briefe) können im Kalliope-Verbund recherchiert werden.
Seit Februar 2011 stehen Händel-Notendrucke des 18. Jahrhunderts auf der Museumsplattform Museum-digital online zur Verfügung.

## Bestand
Im Jahr 1937 wurde mit der Sammlung von Literatur begonnen. Von den 1960er bis 1980er Jahren betreute der Direktor des Händel-Hauses Konrad Sasse die Bibliothek. Er führte systematischen Erschließungsarbeiten durch und gab Sammlungskataloge heraus. Die ältesten Titel des historischen Bestandes stammen aus dem 16. Jahrhundert. Bis in die 1990er Jahre wuchs dieser Bestand auf über 800 Bände in deutscher, englischer, lateinischer, französischer und italienischer Sprache an.
Der Bestand umfasst u. a. weite Teile der ersten Händel-Gesamtausgabe des englischen Komponisten Samuel Arnold, die gesamte Ausgabe der Deutschen Händel-Gesellschaft von Friedrich Chrysander und wichtige Drucke der Lieder von Johann Friedrich Reichardt und Robert Franz. Außerdem befinden sich im Bestand verschiedene Quellenwerke zum Musikinstrumentenbau und zur historischen Aufführungspraxis. Genannt seien auch die halleschen Leichenpredigten und ein Kantional von Wolfgang Carl Briegel.
Die Bibliothek dokumentiert ferner das Wirken zahlreicher hallescher Komponisten, insbesondere aus dem 17. bis 19. Jahrhundert wie Samuel Scheidt, Friedrich Wilhelm Zachow, Wilhelm Friedemann Bach, Daniel Gottlob Türk, Johann Friedrich Reichardt, Carl Loewe und Robert Franz.
In der Musikbibliothek werden neben Büchern, Musikalien und Tonträgern auch Archivalien gesammelt. Zu den Archibständen gehören folgende Gruppierungen:
- Autographen-Sammlung, d. h. Noten- und Texthandschriften
- Nachlass-Sammlung (Teilnachlässe/Nachlässe: Friedrich Chrysander, Martin Frey, Carl Herforth, Herbert Koch, Gerd Ochs, Johannes Rockstroh, Friedrich-Wilhelm Schönherr, Walther Siegmund-Schultze, Hans Stieber, Anita Wendt, Eberhard Wenzel und Hans Jürgen Wenzel; Vorlass: Thomas Buchholz)
- Plakatsammlung
- Fotosammlung mit Papierabzügen, Dias, Negativen sowie Digitalfotos und Digitalisaten
- Zeitungsausschnittssammlung (Zeitungsausschnitte, Flyer u. a.)
- Archiv des Verbandes der Komponisten und Musikwissenschaftler im Bezirk Halle-Magdeburg bzw. Sachsen-Anhalt
- Akten der Stiftung Händel-Haus
- Akten der internationalen Georg-Friedrich-Händel-Gesellschaft